# KK Zadar
KK Zadar – chorwacki zawodowy klub koszykarski z siedzibą w Zadarze.
Mieszkańcy Zadaru koszykówkę poznali dzięki włoskim żołnierzom, który podczas II wojny światowej okupowali owo miasto. Mecze koszykówki rozgrywano wtedy na betonie na otwartym powietrzu. Formalnie klub został założony tuż po wojnie i przyjął nazwę FD Zadar (Klub Kultury Fizycznej Zadar). Niedługo później przyjął nazwę znaną do dziś – KK Zadar. 
W 1949 roku klub awansował do I ligi Jugosławii i grał tam do 1990 roku, kiedy doszło do rozpadu Jugosławii.	
Do najbardziej znanych zawodników, którzy przywdziewali barwy tego klubu należą: Krešimir Ćosić, Dejan Bodiroga, Stojko Vranković, Dino Rađa, Arijan Komazec, Marko Popović, Emilio Kovačić, Goran Kalamiza, Petar Popović czy Marko Banić.
Trenerem byli natomiast m.in. Danijel Jusup i Zmago Sagadin.

## Sukcesy
- 6-krotny mistrz Jugosławii w latach 1965, 1967-68, 1973, 1975, 1986
- 2-krotny mistrz Chorwacji w latach 2005 i 2008
- 6-krotny zdobywca Pucharu Chorwacji w latach 1998, 2000, 2003, 2005-2007
- mistrz ligi Adriatyckiej w 2004 roku